# Lunel Agglo
Lunel Agglo est une communauté d'agglomération française, située dans le département de l'Hérault et la région Occitanie.

## Histoire
La communauté d'agglomération de Lunel ou Lunel Agglo est issue le 1er janvier 2024 de la transformation de la communauté de communes du Pays de Lunel.Cette précédente intercommunalité est elle-même issue de deux SIVOM :
- le SIVOM du canton sud de Lunel, comprenant les communes de Lunel, Lunel-Viel, Marsillargues, Saint-Just, Saint-Nazaire de Pézan et Valergues
- le SIVOM des Grès avec les communes Nord de Lunel, Boisseron, Saussines, Saint-Christol, Saint-Sériès, Saturargues, Vérargues et Villetelle.

C'est la réunion de ces deux SIVOM qui donne naissance à la communauté de Communes du Pays de Lunel le 24 décembre 1993.
En 2011, la Communauté de Communes perd Valergues qui rejoint la Communauté d'Agglomération du Pays de l'Or au profit de la carte du découpage territorial.
Dans le cadre des prescriptions de la loi de réforme des collectivités territoriales du 16 décembre 2010, qui a prévu le renforcement et la simplification des intercommunalités et la constitution de structures intercommunales de grande taille, la petite communauté de communes Ceps et Sylves (2 345 habitants en 2009) est dissoute, et trois de ses communes, Campagne, Galargues et Garrigues, rejoignent le 1er janvier 2013 le Pays de Lunel, portant à 14 le nombre de communes associées.
Elle représente la 4ème communauté d'agglomération sur les cinq de l'Hérault.

## Territoire communautaire

### Géographie
Le territoire de la communauté d'agglomération est situé à l’extrême est de l’Hérault, au cœur de la Petite Camargue, en limite  et  le chapelet urbain de la plaine viticole languedocienne, entre Nîmes à l’Est et Montpellier à l’Ouest. Environ les deux tiers de son territoire sont à vocation agricole (10 680 ha, mis en valeurs par environ 360 exploitations agricoles, et il compte environ 5 700 entreprises en 2020. Dix-huit zones d'activités, communales ou intercommunales, y sont aménagées.
Il est traversé par des axes majeurs de communication : la RN 113 et l'autoroute A9, en matière routière, la ligne Nîmes / Perpignan et la ligne à grande vitesse reliant Paris à  Barcelone). Ce territoire est irrigué par 180 km d'aménagements cyclables, 6 lignes de bus intercommunales et le pôle d'échange multimodal de la gare de Lunel

### Composition
En 2023, la communauté d'agglomération est composée des 14 communes suivantes :

| Nom                    | Code Insee | Gentilé                    | Superficie (km2) | Population (dernière pop. légale) | Densité (hab./km2) |
| ---------------------- | ---------- | -------------------------- | ---------------- | --------------------------------- | ------------------ |
| Lunel (siège)          | 34145      | Lunellois                  | 23,9             | 26 380 (2022)                     | 1 104              |
| Boisseron              | 34033      | Boisseronnais              | 7,46             | 2 178 (2022)                      | 292                |
| Campagne               | 34048      | Campagnencs/Campagnencques | 4,84             | 311 (2022)                        | 64                 |
| Entre-Vignes           | 34246      |                            | 16,8             | 2 186 (2022)                      | 130                |
| Galargues              | 34110      | Galarguains                | 11,43            | 755 (2022)                        | 66                 |
| Garrigues              | 34112      | Garriguais                 | 4,92             | 232 (2022)                        | 47                 |
| Lunel-Viel             | 34146      | Lunelviellois              | 11,97            | 4 497 (2022)                      | 376                |
| Marsillargues          | 34151      | Marsillarguois             | 42,71            | 6 787 (2022)                      | 159                |
| Saint-Just             | 34272      | Saint-Justois              | 6,08             | 3 290 (2022)                      | 541                |
| Saint-Nazaire-de-Pézan | 34280      | Saint-Nazairois            | 5,66             | 620 (2022)                        | 110                |
| Saint-Sériès           | 34288      | Saint-Sériessois           | 4,56             | 972 (2022)                        | 213                |
| Saturargues            | 34294      | Saturarguois               | 5,99             | 1 021 (2022)                      | 170                |
| Saussines              | 34296      | Saussinois                 | 6,28             | 992 (2022)                        | 158                |
| Villetelle             | 34340      | Villetellois               | 5,31             | 1 698 (2022)                      | 320                |

### Démographie
| 1968   | 1975   | 1982   | 1990   | 1999   | 2009   | 2014   | 2020   |
| ------ | ------ | ------ | ------ | ------ | ------ | ------ | ------ |
| 19 022 | 21 735 | 26 109 | 32 306 | 40 461 | 46 869 | 48 003 | 51 191 |

## Organisation

### Siège
L'intercommunalité a son siège dans la ZAE Luneland à Lunel, 152 chemin des merles.

### Élus
La communauté de communes est administrée par son conseil communautaire, composé pour la mandature 2020-2026 de 47 conseillers municipaux représentant chacune des  communes membres, et répartis en fonction de leur population de la manière suivante :

- 22 délégués pour Lunel ; 

- 6 délégués pour Marsillargues ;

- 3 délégués pour Lunel-Viel et Saint-Just ; 

- 2 délégués pour Boisseron, Entre-Vignes et Villetelle ;

- 1 délégué et son suppléant pour Campagne, Galargues, Garrigues, Saint-Nazaire-de-Pézan, Saint-Sériès, Saussines et Saturargues.

Au terme des élections municipales de 2020 dans l'Hérault, le conseil communautaire renouvelé a élu le 16 juillet 2020 son nouveau président, Pierre Soujol, maire de Lunel, ainsi que ses 13 vice-présidents, qui sont alors : 
1. Hervé Dieulefès, maire de Saint-Just, chargé des grands projets et de la politique des solidarités avec les communes ;
2. Patrice Spéziale, maire de Marsillargues, chargé de l’environnement, de la gestion de l’eau, de la nature et de la biodiversité ;
3. Jérôme Boisson, élu de Villetelle, chargé des affaires générales, des ressources humaines, de la communication et du tourisme ;
4. Isabelle de Montgolfier, maire de Saussines, chargée du projet de territoire, de l’aménagement du territoire et de la médiathèque ;
5. Jean-Jacques Esteban, maire d’Entre-Vignes, chargé de l’enfance et la jeunesse ;
6. Jacques Gravegeal, maire de Campagne chargé de la politique agricole et de la préservation des espaces agricoles ;
7. Loic Fataccioli, maire de Boisseron, chargé des transports et de l’écomobilité ;
8. Fabrice Fenoy, maire de Lunel-Viel, chargé de la transition énergétique, du plan climat, de la gestion des déchets et du spectacle vivant ;
9. Denis Devriendt, maire de Galargues, chargé des finances ;
10. Martine Dubayle Calbano, maire de Saturargues, chargée de la solidarité territoriale, l’action sociale et mission locale ;
11. Pierre Griselin, maire de Saint-Series, chargé de l’économie sociale et solidaire et de la politique de l’emploi ;
12. Jean-Pierre Berthet, élu de Lunel, chargé du développement économique ;
13. Christophe Calvet, maire de Saint Nazaire de Pezan, chargé des travaux et de la voirie communautaire.

Après des divergences, la liste des vice-présidents est modifiée en 2023, 
et est : 
1. Jérôme Boisson, conseiller municipal de Villetelle, chargé de l’administration générale, du tourisme et d’Ambrussum et de la gestion des milieux aquatiques et prévention des inondations (GEMAPI)
2. Patrice Speziale, maire de Marsillargues, chargé de la transition énergétique, de la protection et mise en valeur de l’environnement, et de la biodiversité ;
3. Isabelle de Montgolfier, maire de Saussines, chargée du projet de territoire, de l’aménagement de l’espace et de l’habitat ;
4. Jean-Jacques Esteban, maire d’Entre-Vignes, chargé des ressources humaines, de l’enfance et de la jeunesse ;
5. Jacques Gravegeal, maire de Campagne, chargé de l’agriculture locale, des espaces agricoles et de la stratégie des circuits courts ;
6. Loïc Fataccioli, maire de Boisseron, chargé des transports et de l’éco-mobilité ;
7. Fabrice Fenoy, maire de Lunel-Viel, chargé de la gestion des déchets, de la prospective des équipements communautaires et de la création et de l'organisation d’un festival intercommunal pluridisciplinaire ;
8. Denis Devriendt, maire de Galargues, chargé des finances intercommunales, de la transition numérique et de la mutualisation ;
9. Martine Dubayle-Calbano, maire de Saturargues, chargée de la politique de solidarité territoriale ;
10. Jean-Pierre Berthet, conseiller municipal de  Lunel, chargé du développement économique ;
11. Christophe Calvet, maire de Saint-Nazaire-de-Pézan, chargé des travaux et voiries communautaires ;
12. Patrick Mary, maire de Garrigues, chargé de la politique de l’insertion et de l’emploi ;
13. Yves Quesada, maire de Saint-Just, chargé de la culture et de la médiathèque ;
14. Yves Person, maire de Saint-Sériès, chargé de la solidarité aux communes et des fonds de concours.

### Liste des présidents
| Période                                  | Période                       | Identité       | Étiquette | Qualité                                                                        |
| ---------------------------------------- | ----------------------------- | -------------- | --------- | ------------------------------------------------------------------------------ |
| Les données manquantes sont à compléter. |                               |                |           |                                                                                |
| 1995[réf. nécessaire]                    | 2008                          | François Berna |           | Expert-comptable Maire de Saint-Sériès (1995 → 2014)                           |
| 2008                                     | juillet 2020                  | Claude Arnaud  | DVD       | Expert comptable honoraire Maire de Lunel (2001 → 2020)                        |
| juillet 2020                             | juin 2025                     | Pierre Soujol  | SE        | Maire de Lunel (2020 → 2025)                                                   |
| juillet 2025                             | En cours (au 11 juillet 2025) | Jérôme Boisson | DVG       | Conseiller municipal de Villetelle Conseiller départemental de Lunel (2021 → ) |

### Compétences
L'intercommunalité exerce les compétences qui lui ont été transférées par les communes membres, dans les conditions déterminées par le code général des collectivités territoriales. Il s'agit de : 
- Aménagement de l’espace :  schéma de cohérence territoriale (SCoT) et schéma de secteur.
- Développement économique :  zones d’activité ; politique locale du commerce et soutien aux activités commerciales d’intérêt communautaire ; promotion du tourisme, dont la création d’offices de tourisme et animation touristique (compétence partagée avec les communes) ;
- Gestion des milieux aquatiques et prévention des inondations (GEMAPI), ainsi que  lutte contre la pollution, protection et la conservation des eaux superficielles et souterraines, dispositifs de surveillance de la ressource en eau et des milieux aquatiques, animation et la concertation dans le domaine de la gestion et de la protection de la ressource en eau et des milieux aquatiques dans un sous-bassin ou un groupement de sous-bassins, ou dans un système aquifère, correspondant à une unité hydrographique, concours à des actions de réduction de la vulnérabilité au risque inondation, à la gestion de crise et aux actions de développement de la conscience du risque ;
- Aires d’accueil des gens du voyage et des terrains familiaux locatifs ;
- Collecte et traitement des déchets des ménages et déchets assimilés ;
- Protection et mise en valeur de l’environnement, le cas échéant dans le cadre de schémas départementaux et soutien aux actions de maitrise de la demande d’énergie ;
- Politique du logement et du cadre de vie ;
- Voirie ;
- Équipements culturels et sportifs reconnus d’intérêt communautaire.
- Action sociale reconnue d’intérêt communautaire.
- Actions en matière de petite enfance et enfance : relais des assistants maternels (RAM), accueil de loisirs sans hébergement extrascolaire et de type périscolaire pour le mercredi sans école, séjours pour les enfants d’âge primaire (site Viavino à Entre-Vignes, manifestations culturelles et aux traditions camarguaises, dont le rayonnement dépasse le cadre communal).
- Déplacements et mobilité : soutien à l’organisation des transports intercommunaux, à la mise en œuvre d’un service de transport adapté aux personnes à mobilité réduite, dispositif de transport à la demande pour les établissements scolaires (maternels et primaires) et les accueils de loisirs, soutien pour le développement des modes de déplacements doux et aménagement de voies vertes, plans globaux de déplacements sur l’ensemble du territoire intercommunal, aménagement du pôle d’échange multimodal de la gare de Lunel.
- Service de conduite en fourrière des chiens et chats errants sur prescription de l’autorité de police compétente et lutte contre la prolifération de la population féline itinérante ;
- Formation / emploi / insertion / accompagnement : animation, mise en réseau et soutien aux acteurs locaux impliqués , actions d’insertion en relation avec les compétences communautaires.
- Participation au financement de grosses réparations, d’extension ou de reconstruction des centres d’incendie et de secours sur le territoire.
- Partenariats avec mes communes, le département et la région

### Régime fiscal et budget
La communauté de communes est un établissement public de coopération intercommunale à fiscalité propre.
Afin de financer l'exercice de ses compétences, l'intercommunalité perçoit la fiscalité professionnelle unique (FPU) – qui a succédé à la taxe professionnelle unique (TPU) – et assure une péréquation de ressources entre les communes résidentielles et celles dotées de zones d'activité.
Elle perçoit également une taxe d'enlèvement des ordures ménagères (TEOM) et une redevance spéciale d'ordure ménagère , qui financent le fonctionnement de ce service public.
L'intercommunalité reverse une dotation de solidarité communautaire (DSC) à ses communes membres.

### Effectifs
Afin de mettre en œuvre ses compétences, le Pays de Lunel emploie au 31 décembre 2022 115 fonctionnaires et 100 agents contractuels, ainsi qu'un jeune en service civique.

## Projets et réalisations
Conformément aux dispositions légales, une communauté de communes a pour objet d'associer des « communes au sein d'un espace de solidarité, en vue de l'élaboration d'un projet commun de développement et d'aménagement de l'espace ».

### Culture
La Communauté de Communes gère la médiathèque intercommunale.
Elle organise des manifestations à vocation culturelle dans le cadre d'une convention avec le Conseil départemental de l'Hérault.

### Tourisme et patrimoine
La compétence a été déléguée à l'office de tourisme du Pays de Lunel mais deux structures sont régies par la communauté de communes :
- le site archéologique d'Ambrussum et son musée à Villetelle[18]
- le pôle œnotouristique Viavino à Saint-Christol.

### Transport
Les cinq lignes du réseau intercommunal de transport sont gérées par Hérault Transport (issu du Conseil Général de l'Hérault) mais financées en partie par la Communauté de Communes. 
L'intercommunalité a mis en place en 2011 le "bus des enfants", un service gratuit de transport en commun à destination des écoles primaires et des centres de loisirs.

### Développement économique
Les principaux outils en la matière sont :
- le pôle création d'entreprises Via Innova[19]
- la pépinière d'entreprises innovantes Via Innova avec une prépépinière et des zones d'activité par filière
- 5 zones d'activité intercommunales dont une en projet : ZA Les Roucagniers (Lunel-Viel), ZA du Pioch-Lyon (Boisseron), ZAC Petite Camargue (Lunel), Espace Littoral (Lunel), le futur pôle cosmétique dont les travaux commenceront à l'automne 2013 (Saint-Sériès).

### Environnement
La communauté de communes assure la collecte et le traitement des déchets de tout le Pays de Lunel. Elle gère 3 déchèteries : Lunel, Marsillargues et Saturargues.
Depuis le 1er janvier 2015, les habitants payent une Taxe d'enlèvement des ordures ménagères incitative, c'est-à-dire que la quantité d'ordures ménagères produites fait varier cette taxe.
L'intercommunalité développe les circuits courts de distribution de la production agricole et a mis en place un programme pédagogique d'éducation à l'environnement dans les écoles.

### Action sociale
Les relais d'assistantes maternelles du Pays de Lunel et les accueils de loisirs sans hébergement (Saint-Just, Marsillargues, Lunel-Viel, le domaine La Bruyère et l'espace Castan à Saint-Christol) relèvent de la compétence de l'intercommunalité.
Celle-ci possède une aire d'accueil pour les gens du voyage et agit pour le logement d'urgence (convention d'aide aux femmes victimes de violences conjugales signée avec l'État).

### Aménagement du territoire
La communauté de communes a construit une halle des sports intercommunale. Un projet de piscine à dimension écologique est à l'étude.

## Pour approfondir